# Беверли (Западна Вирџинија)
Беверли (енгл. Beverly) град је у америчкој савезној држави Западна Вирџинија.

## Демографија
По попису из 2010. године број становника је 702, што је 51 (7,8%) становника више него 2000. године.
| Група             | 2000.       | 2010.       |
| Белци             | 637 (97,8%) | 686 (97,7%) |
| Афроамериканци    | 0 (0,0%)    | 1 (0,1%)    |
| Азијати           | 3 (0,5%)    | 0 (0,0%)    |
| Хиспаноамериканци | 7 (1,1%)    | 2 (0,3%)    |
| Укупно            | 651         | 702         |